# Astaenomoechus mixtus
Astaenomoechus mixtus är en skalbaggsart som beskrevs av Henry Fuller Howden och Gill 2003. Astaenomoechus mixtus ingår i släktet Astaenomoechus och familjen Hybosoridae. Inga underarter finns listade.